# The Aeroplane Flies High
The Aeroplane Flies High è un cofanetto che raccoglie i 5 singoli del precedente Mellon Collie and the Infinite Sadness (Bullet with Butterfly Wings, 1979, Tonight Tonight, Thirty-Three, Zero), pubblicato il 26 novembre 1996 dalla Virgin Records, assieme ad un booklet di 44 pagine. La prima edizione è stata stampata in 200 000 copie, la seconda è ancora in produzione.

## Il disco
Bullet with Butterfly Wings EP si caratterizza dagli altri visto che è l'unico a presentare cover abilmente riadattate. Infatti l'unico brano originale è ...Said sadly, brano romantico in acustico, scritto da James Iha e cantato insieme a Nina Gordon dei Veruca Salt. Nelle cover si sente un largo utilizzo dell'elettronica con vari usi sperimentali, come in Destination Unknown dei Missing Persons e Dreaming dei Blondie, nelle altre dei distorti secchi e inclinazioni pop, come in Clones (We're all) di Alice Cooper e You're all i've got Tonight dei The Cars.
In A Night like This dei Cure, cantata ancora una volta da Iha, prevale un'atmosfera molto dark e malinconica, data anche dal fatto che la canzone è stata rallentata di molto.
1979 EP presenta delle b-side che fanno capire l'abisso che c'è nella composizione tra Corgan e Iha: infatti il primo adotta una tristezza struggente per Cherry e Set The Ray To Jerry, il tutto accompagnato da "possenti" batterie, e una cupa paranoia per Ugly. Il secondo è più incline al pop, come lo si può sentire in The Boy e nella romantica Believe.
Tonight, Tonight EP è molto più eterogeneo di produzione, visto che sono tutte canzoni acustiche cantate da Billy Corgan. Anche qui c'è un'atmosfera molto malinconica, anche se alleggerita in Meladori Magpie, ma accentuata nella stupenda Rotten Apples. Il resto delle canzoni, ovvero Jupiter's Lament, Blank e Tonite Reprise (rifacimento di Tonight, Tonight) sono registrate solo con voce e chitarra acustica, ad eccezione del pianoforte in Medellia of the Gray Skies.
Thirty-Three EP racchiude dei lavori più vari in stile di composizione: si passa dal pianoforte di The Last Song e My Blue Heaven, alle chitarre cupe e distorte di The Aeroplane Flies High (Turns Left, Looks Right), canzone che presenta dei messaggi registrati da Billy Corgan con un registratore portatile, particolarità che verrà riscontrata anche in Glass and the Ghost Children di Machina/The Machines of God. Non mancano anche un buon pezzo alternative come Transformer, e una canzone acustica di Iha, The Bells.
Zero EP presenta brani molto più aggressivi degli altri, come God, Mouths of Babes e Marquis in Spades. Si trovano anche un buon brano strumentale come Tribute To Johnny, canzone dedicata al chitarrista Johnny Winter, dove i componenti del gruppo danno prova della loro abilità tecnica, e uno più leggero come Pennies. Infine arriva Pastichio Medley, 26 minuti circa composti da estratti di 70 canzoni composte in quel periodo e poi scartate per la realizzazione di Mellon Collie and the Infinite Sadness.

## Formazione
- Billy Corgan - voce, chitarra, pianoforte
- James Iha - chitarra, voce
- D'arcy Wretzky - basso, voce
- Jimmy Chamberlin - batteria

### Altri musicisti
- Nina Gordon - voce
- Eric Remschneider - violoncello
- Chris Martin - pianoforte
- Adam Schlesinger - pianoforte
- Bill Corgan, Sr. - chitarra
- Keith Brown - pianoforte

## Tracce

### Bullet with Butterfly Wings
1. Bullet with Butterfly Wings (Corgan) - 4:16
2. ...Said Sadly (Iha) - 3:09
3. You're All I've Got Tonight (Ric Ocasek) - 3:10
4. Clones (We're All) (Carron) - 2:43
5. A Night Like This (Robert Smith) - 3:36
6. Destination Unknown (Bozzio/Bozzio/Cuccurullo) - 4:14
7. Dreaming (Deborah Harry) - 5:11

### 1979
1. 1979 (Corgan) - 4:28
2. Ugly (Corgan) - 2:52
3. The Boy (Iha) - 3:04
4. Cherry (Corgan) - 4:02
5. Believe (Iha) - 3:15
6. Set the Ray to Jerry (Corgan) - 4:10

### Zero
1. Zero (Corgan) - 2:39
2. God (Corgan) - 3:09
3. Mouths of Babes (Corgan) - 3:46
4. Tribute to Johnny (Corgan/Iha) - 2:34
5. Marquis in Spades (Corgan) - 3:17
6. Pennies (Corgan) - 2:28
7. Pastichio Medley (Corgan) - 25:59

- Tribute to Johnny è dedicata a Johnny Winter, uno dei chitarristi preferiti di Billy Corgan.
- Pastichio Medley è un medley di riff tratto dalle session di registrazione di Mellon Collie and the Infinite Sadness, successivamente scartati. I titoli dei pezzi che compongono il medley sono: The Demon, Thunderbolt, Dearth, Knuckles, Star Song, Firepower, New Waver, Space Jam, Zoom, So Very Sad About Us, Phang, Speed Racer, The Eternal E, Hairy Eyeball, The Groover, Hell Bent for Hell, Rachel, A Dog's Prayer, Blast, The Black Rider, Slurpee, Flipper, The Viper, Bitch, Fried, Harmonia, U.S.A., The Tracer, Envelope Woman, Plastic Guy, Glasgow 3am, The Road Is Long, Funkified, Rigamarole, Depresso, The Streets Are Hot Tonite, Dawn At 16, Spazmatazz, Fucker, In the Arms of Sheep, Speed, 77, Me Rock You Snow, Feelium, Is Alex Milton, Rubberman, Spacer, Rock Me, Weeping Willowly, Rings, So So Pretty, Lucky Lad, Jackboot, Millieu, Disconnected, Let Your Lazer Love Light Shine Down, Phreak, Porkbelly, Robot Lover, Jimmy James, America, Slinkeepie, Dummy Tum Tummy, Fakir, Jake, Camaro, Moonkids, Make It Fungus, V-8, Die.

### Tonight, Tonight
1. Tonight, Tonight (Corgan) - 4:15
2. Meladori Magpie (Corgan) - 2:41
3. Rotten Apples (Corgan) - 3:02
4. Medellia of the Grey Skies (Corgan) - 3:11
5. Jupiter's Lament (Corgan) - 2:30
6. Blank (Corgan) - 2:54
7. Tonite Reprise (Corgan) - 2:40

### Thirty-Three
1. Thirty-Three (Corgan) - 4:10
2. The Last Song (Corgan) - 3:55
3. The Aeroplane Flies High (Turns Left, Looks Right) (Corgan) - 8:31
4. Transformer (Corgan) - 3:25
5. The Bells (Iha) - 2:17
6. My Blue Heaven (Walter Donaldson/Whiting) - 3:20